# Atheta ordinata
Atheta ordinata är en skalbaggsart som beskrevs av Thomas Casey 1910. Atheta ordinata ingår i släktet Atheta och familjen kortvingar. Inga underarter finns listade i Catalogue of Life.